# Kaijū Sōshingeki
Kaijū Sōshingeki  (怪獣総進撃?  lit. Ataque total de los monstruos), en España: Invasión extraterrestre, es una película de fantasía y ciencia ficción japonesa de 1968 dirigida por Ishiro Honda. Es la novena película de Godzilla, quinta de Mothra, segunda de Minilla, cuarta de Rodan, tercera de King Ghidorah, segunda de Anguirus, segunda de Varan, segunda de Manda, segunda de Gorosaurus, segunda de Baragon y segunda de Kumonga.

## Argumento
A finales del siglo XX, todos los kaiju de la Tierra se encuentran encerrados en una de las islas Ogasawara, llamada la Isla de los Monstruos; allí, los controla el Comité Científico de las Naciones Unidas (CCNU). Debajo de la superficie de la isla hay un centro de investigación científica sobre los monstruos; el centro también tiene como deber controlarlos para que no huyan de la isla y mantenerlos sanos y salvos.
De repente se corta la comunicación de la isla con el exterior. Los monstruos empiezan a atacar y destruir las capitales del mundo: Mothra en Pekín, Rodan en Moscú, Manda en Londres, Gorosaurus (identificado como Baragon) en París y Godzilla en Nueva York; invaden todas las capitales más importantes del mundo menos Tokio. El Doctor Yoshida del Comité ordena a una nave espacial, Moonlight SY-3, ir e investigar qué pasó en la Isla de los Monstruos. Allí descubren que los científicos que trabajaban en la base de la isla (con el Doctor Otani de líder) se encuentran bajo control mental alienígena. La raza se presenta como Kilaakianos, dicen que provienen de una isla entre Marte y Júpiter. Los alienígenas exigen la rendición de los humanos. Si no lo hacen, están dispuestos a ordenar que los kaiju destruyan toda la Tierra y maten a todos los humanos.
El hecho de que los monstruos no atacaban a Tokio se debe a que los extraterrestres no querían llamar la atención en Japón, porque estaban estableciendo una base secreta en las entrañas del monte Fuji. Pero después de establecerla, deciden finalmente atacar también Tokio. Durante el ataque se descubre que los Kilaakianos mantienen una conexión con algún lugar en la Luna. Los humanos sospechan que puede ser una base lunar y deciden invadirla como su última esperanza. Los terrícolas con éxito invaden la base lunar y la destruyen, liberando así a los kaiju terrícolas del control alienígena.
El CCNU ahora tiene todo el control sobre los kaiju de la Tierra. Pero los Kilaakianos deciden liberar su arma secreta, King Ghidorah. Ordenan al monstruo espacial defender su base y enfrentarse a los monstruos terrícolas: Godzilla, Minilla, Mothra, Rodan, Gorosaurus, Anguirus y Kumonga (Manda, Baragon y el no nombrado Varan también están presentes, pero no participan en la batalla). Los monstruos terrícolas gracias a sus fuerzas unidas logran vencer y matar al monstruo de tres cabezas.
Los Kilaakianos no quieren admitir la derrota. Envían la última arma que les queda: el dragón de fuego. Este comienza atacar las ciudades de la Tierra quemándolas, y destruye también al centro científico en la Isla de los Monstruos. El Capitán Yamabe del Moonlight SY-3 persigue al dragón de fuego, logra destruirlo y descubre que no era un monstruo sino un platillo volador de los Kilaakianos.
Finalmente, los humanos vuelven a estar a salvo. Los kaiju, por su parte, son de nuevo enviados a Ogasawara para vivir allí en paz y tranquilidad.

## Reparto
- Akira Kubo como el Capitán Katsuo Yamabe,
- Jun Tazaki como el Doctor Yoshido,
- Yukiko Kobayashi como Kyoko Manabe,
- Yoshio Tsuchiya como el Doctor Otani,
- Kyoko Ai como la reina de los Kilaakianos,
- Andrew Hughes como el Doctor Stevenson,
- Kenji Sahara como el comandante de la base lunar Nishikawa,
- Chotaro Togin como el astronauta Okada,
- Yoshifumi Tajima como el Mayor Tada
- Seishiro Kuno, Wataru Omae, Naoya Kusakawa, Yasuhiko Saijô como los astronautas del SY-3,
- Kazuo Suzuki, Toru Ibuki, Susumu Kurobe, Minoru Ito como los controladores kilaakianos,
- Seishiro Hisano, Ken Echiyo como ingenieros del SY-3,
- Keiko Miyauchi, Atsuko Takahashi, Yoshio Miyata, Ari Sagawa, Kyoko Mori, Midori Uchiyama, Wakako Tanabe, Michiko Ishii como Kilaakianos,
- Haruo Nakajima como Godzilla.

## Recepción
Invasión extraterrestre obtuvo buenas críticas. El New York Times no publicó una crítica, pero su crítico de cine, Howard Thompson, dio una crítica positiva.
Los críticos de la actualidad escribieron:
- Steve Biodrowski de Cinefantastique: “Al final, Invasión extraterrestre es demasiado débil en su trama y sus caracterizaciones para que sea considerada una gran película. No es tan impresionante como Godzilla original y no es tan de moda como Kaijū Daisensō. Sin embargo, para el niño de diez años, que llevamos todos en el interior, puede resultar un entretenimiento muy impresionante”.[2]
- Matt Paprocki de Blogcritics: dijo que la película es “lejos de ser perfecta”, y “francamente, a veces puede resultar aburrida”, pero admitió que “las escenas de destrucción la defienden” y “la batalla final es épica y simplemente no se la puede comparar con nada”.[3]
- El servicio Rotten Tomatoes le pone una nota del 71%.[4]

## Legado
- En la serie de dibujos animados de Godzilla (Godzilla: The Series) aparece una historia de tres episodios Monster Wars es inspirada por esta película.
- Gareth Edward, el director de la película Godzilla de 2014 dijo que es interesado en dirigir una secuela de su película y que quiere inspirarse con Invasión extraterrestre.[5]